# Filtro analógico
Los filtros analógicos son un tipo de filtro electrónico que modifica las componentes frecuenciales de una señal analógica de forma diferente en función de su frecuencia. 

## Tipos de filtros
Hay distintos tipos de clasificación de filtros.
- Atendiendo a la ganancia:
  - Filtros pasivos: los que atenuarán la señal en mayor o menor grado. Se implementan con componentes pasivos como condensadores, bobinas y resistencias.
  - Filtros activos: son los que pueden presentar ganancia en toda o parte de la señal de salida respecto a la de entrada. En su implementación suelen aparecer amplificadores operacionales. No suelen contener bobinas, salvo en el caso de frecuencias muy altas.

- Atendiendo a su respuesta en frecuencia:
  - Filtro paso bajo: Es aquel que permite el paso de frecuencias bajas, desde frecuencia 0 o continua hasta una determinada. Presentan ceros a alta frecuencia y polos a bajas frecuencia.
  - Filtro paso alto: Es el que permite el paso de frecuencias desde una frecuencia de corte determinada hacia arriba, sin que exista un límite superior especificado. Presentan ceros a bajas frecuencias y polos a altas frecuencias.
  - Filtro paso banda: Son aquellos que permiten el paso de componentes frecuenciales contenidos en un determinado rango de frecuencias, comprendido entre una frecuencia de corte superior y otra inferior.
  - Filtro elimina banda: Es el que dificulta el paso de componentes frecuenciales contenidos en un determinado rango de frecuencias, comprendido entre una frecuencia de corte superior y otra inferior.
  - Filtro paso todo o ecualizador de fase: Idealmente no presenta atenuación, sino que influye sólo sobre la fase.
  - Filtro multibanda: Es que presenta varios rangos de frecuencias en los cuales hay un comportamiento diferente
  - Filtro variable: Es aquel que puede cambiar sus márgenes de frecuencia

- Atendiendo al método de diseño:
  - Filtro de Butterworth
  - Filtro de Chebyshev I y Filtro de Chebyshev II
  - Filtro de Cauer (elíptico)
  - Filtro de Bessel

- Atendiendo a su aplicación:
  - Filtro de red. Este tipo de circuito impide la entrada de ruido externo, además impide que el sistema contamine la red, de tal forma que se pueden utilizar fuentes analógicas y digitales o fuentes PWM que afecten negativamente el resto del equipo. También es posible corregir el factor de potencia ya que el circuito reduce significativamente los picos de corriente generados por el condensador al cargarse. El circuito consiste básicamente en un filtro paso bajo en donde la primera bobina elimina ruido en general (frecuencias altas), junto con los condensadores. El transformador elimina el ruido sobrante, que los condensadores no eliminan. Al transformador se le denomina choque de modo común. Son los utilizados para garantizar la calidad de la señal de alimentación, éstos tienen como objetivo eliminar ruidos tanto en modo común como en modo diferencial.

- Otros tipos:
  - Filtros piezoeléctricos. Este filtro aprovecha las propiedades resonantes de determinados materiales como el cuarzo. Este cristal de cuarzo se utiliza como componente de control de la frecuencia de circuitos osciladores convirtiendo las vibraciones mecánicas en voltajes eléctricos a una frecuencia específica. Esto ocurre debido al efecto piezoeléctrico. En un material piezoeléctrico, al aplicar una presión mecánica sobre un eje, dará como consecuencia la creación de una carga eléctrica. En algunos materiales, se encuentra que aplicando un campo eléctrico según un eje, produce una deformación mecánica según otro eje ubicado a un ángulo recto respecto al primero. Por las propiedades mecánicas, eléctricas, y químicas, el cuarzo es el material más apropiado para fabricar dispositivos con frecuencia bien controlada. También existen filtros como el de ferrita que existe en muchos cables. Es normal encontrárselos en las pantallas del computador. Aquí se tiene la propiedad de presentar distintas impedancias a alta y baja frecuencia.
  - Filtros atómicos

## Ejemplo
En este ejemplo se muestra un filtro Butterworth de orden 4 con frecuencia de corte en 1000Hz. La implementación se basa en células Sallen-Key. En la siguiente figura se muestra el circuito eléctrico:
La respuesta en frecuencia se muestra en la siguiente gráfica:
Aquí se muestra en color negro la respuesta en módulo (en dB) y en rojo la respuesta en fase.

## Aplicaciones
- Filtros antialiasing.
- Filtros de reconstrucción.
- Ecualizadores.

Debido a que se suelen realizar con componentes discretos y a que tienen poca flexibilidad no se suelen diseñar filtros analógicos de órdenes elevados. En vez de eso se emplean conversores y filtros digitales.

## Software para diseñar filtros
- SciPy : sitio web oficial
- Filter Wiz Pro
- FilterLab
- FilterCad
- Filter Solutions
- Multisim
- Matlab
- Scilab
- LabVIEW Digital Filter Design Toolkit